# Virginio Borioni
Virginio Borioni (Macerata, 2 maggio 1903 – 16 agosto 1961) è stato un politico e partigiano italiano.

## Biografia
Giovane antifascista, fu arrestato e condotto al confino, dove conobbe Antonio Gramsci. Dopo cinque anni rientrò nelle Marche e partecipò al movimento di Resistenza.
Membro del Partito Comunista Italiano, venne eletto Deputato della Repubblica Italiana alle elezioni del 1948, rimanendo in carica fino al 1953.
Morì nell'agosto 1961 all'età di 58 anni.